# 神野裕
神野 裕（じんの ゆたか、2001年11月1日- ）は、テレビ東京のアナウンサー。福岡県生まれ、広島県育ち。

## 来歴
2024年、テレビ東京総合編成局アナウンス部に入社。
小さい頃から広島東洋カープの試合を見ながら、野球選手ではなく"実況する人"に憧れを抱き、小学校の卒業文集には、「将来アナウンサーになって、プロ野球選手になった同級生のプレーを実況したい」と書いていた。

## 人物・エピソード
- 趣味は野球観戦、ドライブ、音楽・ラジオ鑑賞。好きな野球チームは、広島東洋カープ（広島育ち）[2]。
- 特技は即興野球実況、英会話[6]。

## 出演番組
- スポーツ リアライブ〜SPORTS Real&Live〜（2024年7月3日 - 、水曜担当）
- なないろ日和!（不定期）